# David Negrete
José Manuel Antonio David de la Soledad Negrete Fernández (San Miguel de Allende, Guanajuato, 16 de enero de 1883-Ciudad de México, 10 de julio de 1947) fue un militar mexicano que participó en la Revolución mexicana. Fue descendiente del general Miguel Negrete, uno de los combatientes en la batalla del 5 de mayo de 1862 contra el ejército invasor francés. Se unió a las filas de la Revolución mexicana donde peleó del lado del General Felipe Ángeles en la División del Norte.
Luego del fracaso del villismo, fue profesor de matemáticas en el Colegio Alemán de la Ciudad de México "Alexander von Humboldt". Fue un músico aficionado, ejecutante de mandolina y vihuela, formando parte de un conjunto amateur de música tradicional mexicana.

## Familia
David fue padre del "ídolo de masas", el charro mexicano Jorge Negrete, y abuelo de Diana Negrete.